# Anton Grigorjevics Rubinstejn
Anton Grigorjevics Rubinstejn (orosz betűkkel: Антон Григорьевич Рубинштейн; 1829. november 28. – Petergof, 1894. november 20.) zeneszerzőként, karmesterként és tanárként is meghatározó jelentőségű volt a korabeli orosz zenei életben. A zongorista és zeneszerző Nyikolaj Grigorjevics Rubinstejn fivére.

## Életrajza

### Családi háttér
Rubinstejn elszegényedett zsidó szülei (édesapja Besszarábiából, édesanyja a porosz Sziléziából) politikai és gazdasági okokból 1831-ben úgy döntöttek, hogy áttérnek a keresztény hitre. Hároméves volt Rubinstejn, amikor a család Moszkvába költözött. Itt édesapja egy ceruzagyárat üzemeltetett, érdeklődött az irodalom iránt és több nyelven – oroszul, németül és franciául – beszélt. Édesanyja, Kalerija Christoforowna egy császári nevelőintézetben tanítónőként dolgozott és kiváló zongorajátékos volt.
A szerteágazó nemzeti és vallási gyökerekről Rubinstejn maga így vélekedett: „A zsidóknak keresztény vagyok, a keresztényeknek zsidó; az oroszoknak német vagyok, a németeknek orosz; a klasszikusoknak modern vagyok, a moderneknek retrográd stb. Végkövetkeztetés: sem hal, sem hús nem vagyok – csupán egy nyomorúságos egyén.”

### Gyerekkora
Az első zongoraórákat édesanyjától kapta, állandóan gyakorolt és ötévesen megírta első zenedarabját. Nem mindennapi tehetségére felfigyelve hétéves korától Moszkva akkori legelismertebb zongoratanára, Alexandre Villoin tanította zongorázni ingyen.

### Első koncertek
1839. július 11-én kilencévesen adta első nyilvános koncertjét Moszkvában Hummel, Adolph Henselt, Sigismund Thalberg és Liszt Ferenc műveiből. 1840-ben tanára európai koncertkörútra vitte Párizsba. Itt ismerkedett meg Liszt Ferenccel, aki ettől kezdve mindig támogatta zenei útján. Párizsi sikerén felbátorodva Rubinstejn 1843-ig tovább folytatta koncertkörútját Angliában, Hollandiában, Svájcban és Németországban. Breslauban lépett fel első zongoraszerzeményével az Undiné-vel.

### Berlini évek
1844 és 1846 között édesanyjával, öccsével Nyikolajjal és Villoninggal Berlinben élt, ahol Theodor Kullaktól és Siegfried Dehntől tanult ellenpontot és összhangzattant. Szoros barátság fűzte Felix Mendelssohn Bartholdyhoz, valamint Giacomo Meyerbeerhez.

### Csodagyerekből felnőtt művész
Apja halála után családja 1846-ban pénzügyi nehézségek miatt hazaköltözött Moszkvába. Rubinstejn a következő két évet Bécsben töltötte, ahol zongoraórákat adott. Egy sikeres magyarországi koncertút (Edward Martin Heindl furulyaművésszel és Hauser Mihály hegedűművésszel) után 1848-ban hazatért Oroszországba és Szentpéterváron telepedett le. Hazájában elsősorban saját szerzeményeinek interpretálásával hívta fel magára a figyelmet; 1854-től rendszeres oroszországi és európai vendégszereplései révén nemzetközi hírnevet szerzett, mint zongoraművész és karmester.

### A cári udvarban
1852-ben Jelena Pavlovna nagyhercegné segítségével bekerült a cári udvarba mint udvari zongorista. Az udvari koncerteken, magas rangú nemesi szalonokban és a félhivatásos pétervári egyetemi koncertjein ismerte fel Rubinstejn, hogy az ébredő orosz zenei életnek professzionális alapra lenne szüksége. A nagyhercegné segítségével 1858-ban privát zenei esteket szervezett, ahol klasszikus zenét és pétervári zeneszerzők új műveit adták elő. Részt vett a pétervári énekes akadémia megalapításában, továbbra is sikeres tanár és ünnepelt zongoravirtuóz volt.

### A Szentpétervári Konzervatórium megalapítása
Rubinstejn egyike volt az 1859 októberében létrejött Orosz Zenei Társaság megalapítóinak. 1862-ben megalakult a Szentpétervári Konzervatórium (az első orosz konzervatórium) , amelynek igazgatója lett, valamint ő vezette az énekkar-, zenekar-, együttes- és zongoraosztályokat. 1867-ben otthagyta állását (1887-től lett ismét a konzervatórium igazgatója) és újabb koncertkörútra indult. Karmesterként is nagy hírnévre tett szert.

### Mamutkoncertek
Csaknem 20 évig Rubinstejn Nyugat-Európába helyezte koncerttevékenységét. Sikerét és népszerűségét kizárólag Liszt Ferenc múlta felül. 1871-1872-ben a bécsi zenebarátok társaságának művészi igazgatója lett. 1872-től csatlakozott egy amerikai turnéhoz Henryk Wieniawski társaságában. Az amerikai koncertezés újabb lendületet adott neki és jelentős hatással volt a későbbi koncertjei koncepciójára. Manapság egy zongoraművész sem adna elő egy olyan hosszúságú programot – saját magára és a publikumra való tekintettel, mint amivel Rubinstejn az 1885/86-os szezonban Oroszországban és Európában karrierjét befejezte. Ezen „történelmi koncertek” közül egyik sem tartott rövidebb ideig, mint 4 óra. Nem csoda, hogy egy ilyen párizsi billentyű-orgia során Rubinstejn eszméletlenül bukott a klaviatúrára.

### Közhasznú tevékenysége
Az 1888/89. évi szezonban Rubinstejn kifejlesztette a „Kurzus a zongorazene történetéhez” című koncertsorozatát: 32 kétórás beszélgetés-koncerten 57 zeneszerző 877 művét játszotta és magyarázta el. A koncertek bevételét a Pétervári Konzervatórium újjáépítéséhez adományozta. Tiszteletdíját más alkalmakkor is fordította jótékonysági célokra. 1890-ben egy nemzetközi zongoraversenyt hozott létre, ami 1910-ig ötévenként különböző európai fővárosokban került megrendezésre (a díj 25 000 rubel volt).

### Utolsó évei
Tragikus események sorozata - öccse hirtelen halála, majd édesanyja eltávozása, végül legkisebb fiának súlyos tuberkulózisa - vezetett ahhoz, hogy Rubinstejn életének utolsó 10 évében depresszióban szenvedett.
Az 1870-es évek végétől egy szembetegség nehezítette a hangjegyírást, illetve –olvasást, így arra kényszerült, hogy fejből dirigáljon.

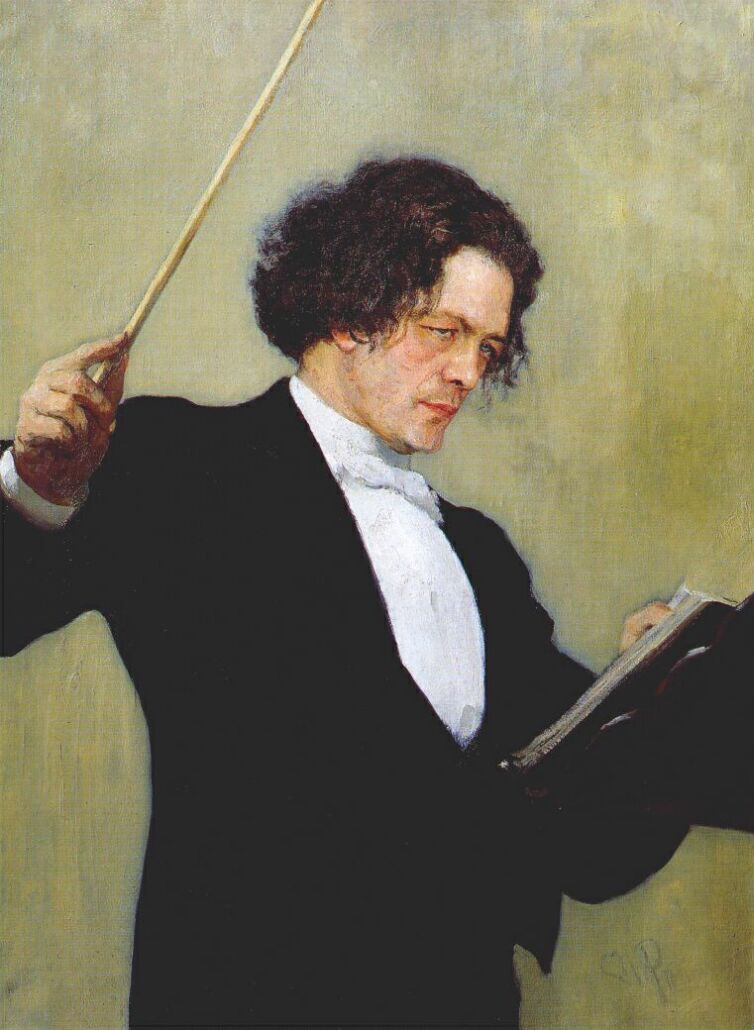
Anton Rubinstejn portréja, Ilja Jefimovics Repin festménye

## Munkássága

### Az orosz zenei élet támogatója
Rubinstejn vokális zenét komponált német, francia és angol szövegekhez; repertoárja Byrd-től Mendelssohnig tartott, istenítette Beethovent és úgy előadóként, mint emberként kozmopolita volt. De mindenekelőtt orosznak érezte magát, amit egyértelműen bizonyítanak az orosz zenevilág kiépítéséért és tökéletesítéséért tett cselekedetei.

### Zeneszerző és előadóművész
Rubinstejn széles érdeklődési köre és tehetsége megmutatkozik sokoldalú tevékenységében, ugyanakkor egyfajta belső konfliktushoz vezetett: legszívesebben zeneszerzőként csillogtatta meg tudását; testvérét, Nyikolájt tartotta a jobb zenésznek, zongoravirtuóznak és karmesternek, de Anton Rubinstejn legnagyobb sikereit mégis előadóművészként érte el.
Tulajdonképpeni rendeltetését a zeneszerzésben látta, ami leveleiből is kitűnik: 1867-től gyakran emlegette, hogy felhagy a kimerítő koncertfellépésekkel. Művei stílusának kiformálódását akadályozta többek között, hogy darabjait gyakran rövid idő alatt kellett megírnia, mégis nagyon termékeny zeneszerző volt: 17 operát, 5 zongoraversenyt, 6 szimfonikus művet és számos zongoraművet komponált.
Rubinstejn (Johannes Brahms mellett) az egyik legjelentősebb zeneszerző volt, akinek zenéjét nem befolyásolta Richard Wagner. Ez lehet az oka annak, hogy műveit halála után sokáig kevésbé vették figyelembe. Rubinstejnt (Mendelssohn, Robert Schumann és Frédéric Chopin mellett) maradinak értékelték.

## Fordítás
- Ez a szócikk részben vagy egészben  az   Anton Grigorjewitsch Rubinstein című német Wikipédia-szócikk fordításán alapul.  Az eredeti cikk szerkesztőit annak laptörténete sorolja fel. Ez a jelzés csupán a megfogalmazás eredetét és a szerzői jogokat jelzi, nem szolgál a cikkben szereplő információk forrásmegjelöléseként.